# 東方四號
東方四號是蘇聯太空計劃的一部分。此飛船在東方三號僅發射一天後便升空，本船搭乘了太空人帕维尔·波波维奇上天，並在太空中與東方三號連絡。這是人類首次有多過一艘太空船同時停泊在環繞軌道上，亦給予蘇聯的控制人員一次機會，去學習如何應付相似的情形，最接近時兩者僅相距五公里，並開創了人類太空船互相在外太空以無線電連繫的先河。
任務大致按原定計劃運行，然而由於因太空船的維生裝置故障，致使內部溫度驟降至攝氏十度。而飛船亦因為其與控制中心的溝通誤解（中心誤會Popovich發送了要求提前返回的指令），提早結束，持續為時兩日二十二小時五十六分鐘。
東方四號返回艙現陳列於莫斯科的NPO Zvezda博物館，但卻被改裝並標示為東方二號的返回艙。

## 船員
- 帕维尔·罗曼诺维奇·波波维奇

## 後備船員
- 弗拉基米尔·米哈伊洛维奇·科马罗夫

### 預備船員
- Boris Volynov